# Crédit mutuel
Pour les articles homonymes, voir Crédit mutuel (homonymie).
Crédit mutuel est un groupe français des domaines de la banque, de l’assurance, de la monétique, de la télésurveillance résidentielle et des médias.
Le Crédit mutuel est une entreprise mutualiste constituée de 2 100 caisses locales coopératives et mutualistes, regroupées en 18 fédérations régionales, elles-mêmes constituées en confédération nationale.
Le groupe compte 34,2 millions de clients en 2019 en France, dont environ 7,9 millions de sociétaires et 22 400 élus mutualistes. Il emploie 83 000 salariés et possède 5 535 points de vente, 4 succursales et 34 bureaux de représentation.
Outre la marque Crédit mutuel, le groupe opère avec la marque CIC et possède également des participations majoritaires dans diverses entreprises présentes sur le marché de la bancassurance au sens large (Cofidis, Monabanq, Fortuneo), et de la presse régionale (avec le groupe EBRA qui publie Le Dauphiné libéré, Le Progrès, Le Bien public, Le Journal de Saône-et-Loire, L'Alsace, Dernières Nouvelles d'Alsace, Vosges Matin, Le Républicain lorrain et L'Est républicain),.
Le groupe se lance dans l'activité télécom en 2005 en tant qu'opérateur mobile virtuel Euro-Information télécom dont les offres sont commercialisées sous des marques comme Crédit Mutuel Mobile, CIC mobile, NRJ mobile, Auchan télécom, Cdiscount mobile et Cofidis Mobile. L'activité est cédée en 2020 à Bouygues Télécom et devient Bouygues Télécom Business - Distribution. Il est aussi présent en Allemagne (Targobank), en Belgique (Beobank) et en Tunisie (Banque de Tunisie).

## Historique

### Les origines
Le Crédit mutuel trouve son origine dans un mouvement mutualiste qui apparaît en 1847 en Rhénanie sous l'impulsion de Frédéric-Guillaume Raiffeisen (Friedrich Wilhelm Raiffeisen). Prenant conscience des difficultés de ses administrés lors de la crise économique et alimentaire, il essaie d’y remédier en fondant une « Association pour le pain » et crée un fournil communautaire. L’argent est emprunté auprès d’une banque à laquelle l’association apporte en garantie une hypothèque sur les terrains de la commune. En 1849, pour lutter contre l'usure, Raiffeisen crée la société de secours aux agriculteurs de Flammersfeld. Les membres garantissent collectivement, par leur caution, le capital emprunté à une banque et prêtent à nouveau à certains d’entre eux.
Ces premières structures posent les bases du mouvement coopératif du Crédit mutuel :
- une responsabilité illimitée des sociétaires ;
- un bénévolat des administrateurs ;
- des crédits accordés uniquement aux sociétaires[N 1] ;
- une libre adhésion ;
- une circonscription géographique restreinte.

C'est dans le village de La Wantzenau, en Alsace, aujourd'hui dans la commune de l'Eurométropole de Strasbourg, qu'est fondée la première caisse du Crédit mutuel en 1882, sur le modèle de Raiffeisen. Dès cette première année, 17 autres caisses voient le jour en Alsace-Lorraine, territoire de l'Empire allemand. L'essor est rapide puisque dès 1885, l'Alsace se dote de structures fédérales et qu’en 1892 on y compte déjà 127 caisses, en 1914 on en dénombrait 471.
Les idées de Raiffeisen sont reprises en France à partir de 1888 notamment par Ludovic de Besse - qui créera les banques populaires- et Louis Durand. Ce dernier, avocat à Lyon crée des caisses sur le modèle de Raiffeisen en 1893 et les réunit dans l'Union des caisses rurales et ouvrières de France (UCROF).
En 1894, l'État prend des mesures en faveur de l'agriculture et offre des avantages fiscaux et financiers aux Caisses qui accepteront de distribuer leurs aides à l’équipement rural. Certaines répondront positivement et donneront lieu à l’apparition des Caisses dites « officielles ». Elles constitueront, en 1920, le Crédit agricole. D’autres refuseront, soucieuses de préserver leur indépendance et de garder leur caractère purement mutualiste. Ces Caisses, alors dites « libres », donneront naissance au Crédit mutuel. Les Caisses du Crédit mutuel adoptent d'abord les statuts des sociétés à capital variable de la loi du 24 juillet 1867 avant d'être assimilées aux associations à but non lucratif de la loi de 1901.
Jusqu'en 1950, le Crédit mutuel s'enracine progressivement dans les campagnes tout en poursuivant son développement. Deux guerres bouleversent son fonctionnement, mais le mutualisme évolue et s’adapte tout en faisant reconnaître ses spécificités dans le droit français.

### Création et développement du Crédit mutuel
C'est en 1958 que le Crédit mutuel dispose d'un statut légal en France. Le 29 avril 1958, l'État confie à la Confédération Nationale du Crédit mutuel (CNCM), association loi de 1901 fondée par le directeur de la Société générale sous l'occupation allemande, Henri Ardant, ex-administrateur de la Société générale de 1941 à 1944, Christian d'Andlau et Henri de la Chesnais, les intérêts de la gestion des caisses locales de Crédit mutuel.
L'ordonnance du 16 octobre 1958 précise son statut et son organisation en définissant :
- le statut légal des caisses, qui ne doivent avoir pour objet que le Crédit mutuel ;
- le rôle de la Confédération, dotée d'un pouvoir d'inspection, de contrôle et de représentation ;
- la nécessité pour le Crédit mutuel de se soumettre à la politique du crédit et au contrôle de son bon fonctionnement par l'État.

Jusqu'en 1980, le Crédit mutuel connaît un fort développement tant territorial que bancaire. À la Confédération Nationale est confié un rôle de contrôle, d’inspection et de représentation auprès des pouvoirs publics. Dès 1966, toutes les Fédérations régionales y adhèrent. En 1970, première diversification majeure : le groupe innove dans la bancassurance avec la création des Assurances du Crédit mutuel (ACM).
Le périmètre et les activités du Crédit mutuel sont précisés par la loi bancaire de 1984.
En 1998, la prise de contrôle du CIC consacre un changement d'échelle et solidifie la position du Crédit mutuel comme acteur bancaire référent.

### Années 2000
Le Crédit mutuel est la quatrième banque de détail et le deuxième bancassureur en IARD (assurances habitation, santé, automobile) en France.
Depuis le mois d'avril 2008, le Crédit mutuel a signé un accord d'exclusivité avec le groupe bancaire espagnol Banco Popular, pour le rachat de leur filiale française Banco Popular France. Ce rachat permettrait au client du groupe espagnol d'avoir un accès vers la France, et vice-versa.
En 2008, le Crédit mutuel a acquis le réseau d'agences de Citigroup en Allemagne et a changé le nom en Targobank. Il acquiert également les 192 agences de Citibank Belgique et le renomme Beobank.
En 2009, le groupe Crédit mutuel a dégagé un résultat net de 1 882 millions d'euros et un résultat net part du groupe de 1 831 millions d'euros.

### Années 2010
En septembre 2015, le Crédit mutuel vend sa filiale suisse en banque privée, Banque Pasche, à Havilland, une banque luxembourgeoise, qui a déjà repris les activités de Havilland à Monaco, au Liechtenstein et aux Bahamas. Cette filiale est soupçonnée d'avoir facilité la fraude fiscale. En décembre 2015, le Crédit mutuel est en négociation pour acquérir, pour une somme estimée à 1,5 milliard de dollars, les activités de General Electric en France et en Allemagne d'affacturages et des crédits pour les entreprises.
En mai 2016, Crédit mutuel Arkéa propose à la Confédération du Crédit mutuel, une séparation en deux du Crédit mutuel avec les fédérations de Bretagne, du Sud-Ouest et du Massif Central d'un côté et le reste des fédérations de l'autre, proposition qui est refusée par la Confédération. Le 17 mai 2018, des salariés du Crédit mutuel défilent pour réclamer leur indépendance, et devenir « libre » et non sous la tutelle du CM-11 CIC.
Le 26 mars 2019, Pierre-Edouard Batard, ancien collaborateur de Michel Sapin au gouvernement, est nommé directeur général de la Confédération Nationale du Crédit mutuel, l'organe central de la Banque.
Le 4 décembre 2019, le groupe annonce une compatibilité avec le système Apple pour le Paiement sans contact Apple Pay pour début 2020[réf. nécessaire].

### Années 2020
En mai 2023, un accord est signé entre le Crédit mutuel Arkéa et Crédit mutuel Alliance fédérale sur le conflit qui les opposaient depuis 2014,.
La branche espagnole de Targobank, qui disposait de 6 milliards d'euros d'actifs, est rachetée par la banque espagnole Abanca le 6 octobre 2023, mettant fin à l'activité de Crédit Mutuel dans la péninsule Ibérique.
En mars 2025, le groupe fait l'acquisition de la banque allemande OLB (Oldenburgische Landesbank). Le montant de la transaction n'est pas dévoilé.

## Organisation et fonctionnement
Le Crédit mutuel est une banque mutualiste. Contrairement à une banque commerciale constituée en société anonyme qui répond à ses actionnaires, le Crédit mutuel est responsable vis-à-vis de ses sociétaires. En parallèle d'une organisation bancaire traditionnelle, il existe une organisation politique qui vise à assurer la représentativité des sociétaires dans les différentes instances du groupe notamment au conseil d'administration et au conseil de surveillance.

### Gouvernance et sociétariat
Comme les actionnaires, les sociétaires apportent les fonds propres. Un sociétaire est propriétaire de parts sociales qui sont rémunérées à un taux fixé par l’Assemblée générale des sociétaires, associés et copropriétaires de leur Caisse locale. C'est le premier degré. Les caisses locales sont le maillage le plus fin. Les caisses, organisations locales et autonomes, gèrent indépendamment leurs budgets.
Contrairement aux actionnaires qui ont un droit de vote proportionnel à leur nombre d'actions, les sociétaires sont égaux lors des assemblées générales, un sociétaire égale une voix. Les parts sociales se distinguent en Part A, qui donnent un droit de vote, et en part B, simplement rémunérées. Fin 2009, les sociétaires détenaient 8,4 milliards d’euros de parts sociales (+ 29,6 %) dont la rémunération s’est élevée à 294 millions (+ 30 %), soit près de 35 % du résultat net du « noyau coopératif » qui comprend les Caisses locales et les Caisses fédérales.
Si l'activité des banques et assurances mutualistes est encadrée par le droit et la régulation de l'État, les sociétaires, malgré leur droit de vote, n'ont en fait qu'un pouvoir limité sur le fonctionnement et les prises de décisions face à une technostructure et une administration totalement maîtrisées par un pouvoir central : « la démocratie participative n'a que peu de consistance sur les prises de décisions dans les conseils ».
Le conseil d'administration n'étant pas constitué de représentants des actionnaires ou des sociétaires, mais des présidents, vice-présidents et autres administrateurs des fédérations régionales, et de directeurs régionaux du Crédit mutuel, ils distribuent peu aux sociétaires et s' octroient des salaires comparables, voire supérieurs à ceux des dirigeants des banques et assurances commerciales cotées en bourse ; selon le journal Les Échos, le directeur général du Crédit mutuel aurait été le dirigeant de banque le mieux payé de France en 2008 avec un salaire fixe de 1 305 000 €.

### Fédérations et caisses fédérales
Le deuxième degré de l'organisation du Crédit mutuel est constitué de dix-huit fédérations régionales auxquelles doivent adhérer chaque caisse locale pour gérer sa trésorerie. Ce sont pour la plupart des associations loi de 1901 dont les statuts ne sont pas publiés. Elles sont doublées par des "caisses fédérales" qui sont des sociétés coopératives à forme de société anonyme, dotées d'un capital et de fonds par transfert des bénéfices des caisses de Crédit mutuel, et qui fonctionnent comme des sociétés commerciales.
Les fédérations sont des entités politiques et mutualistes qui décident et mettent en place des stratégies, déterminent les grandes orientations et exercent un contrôle sur les caisses adhérentes.
Aux dix-huit fédérations régionales s'ajoute celle du Crédit mutuel agricole et rural (CMAR) qui exerce sur l'ensemble du territoire et qui s'adresse au marché de l'agriculture.
Les fédérations du groupe Crédit mutuel
| Fédération                                                         | Siège             | Caisse fédérale                                              |
| ------------------------------------------------------------------ | ----------------- | ------------------------------------------------------------ |
| Anjou                                                              | Angers            | Crédit mutuel Alliance Fédérale                              |
| Antilles-Guyane                                                    | Fort-de-France    | Crédit mutuel Alliance Fédérale (depuis le 1er janvier 2020) |
| Bretagne                                                           | Le Relecq-Kerhuon | Crédit mutuel Arkéa                                          |
| Centre                                                             | Orléans           | Crédit mutuel Alliance Fédérale                              |
| Centre Est Europe                                                  | Strasbourg        | Crédit mutuel Alliance Fédérale                              |
| Dauphiné-Vivarais                                                  | Valence           | Crédit mutuel Alliance Fédérale                              |
| Île-de-France                                                      | Paris             | Crédit mutuel Alliance Fédérale                              |
| Loire-Atlantique et Centre Ouest                                   | Nantes            | Crédit mutuel Alliance Fédérale                              |
| Maine-Anjou, Basse-Normandie                                       | Laval             | Crédit mutuel Maine-Anjou, Basse-Normandie                   |
| Massif Central                                                     | Clermont-Ferrand  | Crédit mutuel Alliance Fédérale (depuis le 1er janvier 2020) |
| Méditerranéen                                                      | Marseille         | Crédit mutuel Alliance Fédérale                              |
| Midi-Atlantique                                                    | Balma             | Crédit mutuel Alliance Fédérale                              |
| Nord-Europe                                                        | Lille             | Crédit mutuel Alliance Fédérale (depuis le 1er janvier 2022) |
| Normandie                                                          | Caen              | Crédit mutuel Alliance Fédérale                              |
| Océan                                                              | La Roche-sur-Yon  | Crédit mutuel Océan                                          |
| Savoie-Mont Blanc                                                  | Annecy            | Crédit mutuel Alliance Fédérale                              |
| Sud-Ouest                                                          | Bordeaux          | Crédit mutuel Arkéa                                          |
| Sud-Est                                                            | Lyon              | Crédit mutuel Alliance Fédérale                              |
| Source : Communiqué de presse "Résultats 2018 rapport et activité" |                   |                                                              |

Le Crédit mutuel Centre Est Europe basé à Strasbourg est fédéré, au sein du Crédit mutuel alliance fédérale, avec le Sud-Est (Lyon), l'Île-de-France (Paris), Savoie-Mont Blanc (Annecy), Midi-Atlantique (Toulouse) depuis le 1er janvier 2009 et Dauphiné-Vivarais (Valence), Méditerranéen (Marseille), Centre (Orléans), Normandie (Caen) et Loire-Atlantique et Centre-Ouest (Nantes) depuis le 1er janvier 2011 ainsi que la fédération d'Anjou (Angers) depuis le 1er janvier 2013 et depuis le 1er janvier 2020 avec la fédération Antilles-Guyane et la fédération Massif Central (anciennement Arkéa). Sa filiale la plus emblématique est le Crédit industriel et commercial (CIC), acquise en 1998. Les ACM (Assurances du Crédit mutuel, dont le GACM - Groupe des assurances du Crédit mutuel - est la société-mère) ont été fondées par cette entité régionale ; il était présidé par Michel Lucas. C'est aussi l'actionnaire principal du groupe de presse régionale EBRA (Est Bourgogne Rhône Alpes - ex-Groupe Est Républicain) avec des titres comme les Dernières nouvelles d'Alsace, Le Progrès de Lyon, Le Bien public et l'Est républicain.
Le Crédit mutuel Arkéa, basé à Le Relecq-Kerhuon fédère la Bretagne et le Sud Ouest (Bordeaux). Le groupe Arkéa est, par la compagnie financière du Crédit mutuel (CFCM), la holding de diverses filiales spécialisées (Suravenir, Arkea Banque Entreprises et Institutionnels, Symphonis, Novélia, Federal Finance, Procapital ou Fortuneo) et le bras armé du groupe chargé des acquisitions. Il est présidé par Georges Coudray jusqu'au 12 septembre 2008 puis par Jean-Pierre Denis secondé par le directeur général Ronan Le Moal.

### Confédération nationale et caisse centrale
La Confédération nationale du Crédit mutuel (CNCM), dont les nouveaux statuts ont été approuvés par le gouvernement le 10 juillet 2018, est l'organe central du Crédit mutuel. Celle-ci le représente auprès des pouvoirs publics et assure la promotion et la défense de ses intérêts. Son conseil d'administration est composé à 80 % des présidents, vice-présidents et d'autres administrateurs des fédérations régionales, l'autre part se compose d'employés tels que les directeurs régionaux du Crédit mutuel. Quant à la caisse centrale (CCCM), une société anonyme coopérative à capital variable, organisme financier national, elle gère la liquidité des groupes régionaux et organise la solidarité financière du Crédit mutuel. De plus, elle conçoit et gère des services financiers pour les groupes. Son capital est détenu par l'ensemble des caisses fédérales. Son capital, plus de 120 millions d'euros fin 2011, est détenu par l'ensemble des caisses fédérales.
| Caisse fédérale de Crédit Mutuel                                 | 54,01 % |
| Crédit mutuel Arkéa                                              | 20,12 % |
| Caisse Fédérale du Crédit Mutuel Nord Europe                     | 13,22 % |
| Caisse fédérale du Crédit Mutuel de Maine-Anjou, Basse-Normandie | 7,25 %  |
| Caisse fédérale du Crédit Mutuel Océan                           | 5,40 %  |

## Chiffres-clés du groupe en 2019
- Produit net bancaire : 18058 millions €
- Résultat brut d'exploitation : 1 118 millions €
- Résultat avant impôt : 5 583 millions €
- Résultat net part du groupe : 3 775 millions €[43]
- Capitaux propres part du groupe : 59 146 millions €
- Ratio Tier one : 18,2 %
- 5 535 points de vente
- 83 000 salariés
- 30,7 millions de sociétaires et clients
- 863,6 milliards € d’épargne
- 490,2 milliards € de crédits
- 17,1 % de part de marché en crédits bancaires
- 15,9 % de part de marché en dépôts

## Activité de lobbying auprès de l'Assemblée nationale
La Confédération nationale du Crédit mutuel est inscrite comme représentant d'intérêts auprès de l'Assemblée nationale. Elle déclare à ce titre en 2015 un chiffre d'affaires supérieur à 10 000 000 euros, et indique que les coûts annuels liés aux activités directes de représentation d'intérêts auprès du Parlement sont compris entre 50 000 et 100 000 euros.

## Controverses

### CNIL et informations bancaires
Dans son édition du 28 décembre 2011, Le Canard enchaîné révèle que les agences de presse appartenant au Crédit mutuel (notamment Le Républicain lorrain) avaient pu accéder aux informations bancaires des clients du groupe, ce qui a donné lieu à une enquête de la CNIL.

### Banque Pasche et évasion fiscale
En septembre 2015, une filiale du Crédit mutuel, la Banque Pasche, basée à Monaco, est soupçonnée d'avoir organisé un vaste système d'évasion fiscale via ses filiales suisse et monégasque. La pratique aurait consisté à faire transiter des sommes d'argent dans des mallettes par un appartement parisien, avant de les enregistrer dans les comptes d'une agence du CIC. Par un jeu d'écriture, ces fonds étaient transférés à la banque Pasche à Genève, avant d'être redistribués entre leurs propriétaires initiaux. Afin de garantir leur anonymat, la banque Pasche identifierait ses clients à travers des pseudonymes liés à des écrivains français ou étrangers et à une de leurs œuvres. Selon un documentaire dont la diffusion a été bloquée par le PDG de Canal Plus et Vivendi, Vincent Bolloré
, puis diffusé sur France 3, chaîne du service public, en octobre 2015, une douzaine d'évadés fiscaux français ont été identifiés par la justice, pour un montant évalué à une quinzaine de millions d'euros.
Cette filiale monégasque a fait l'objet de soupçons de blanchiment d'argent. En 2013, trois salariés de la filiale Pasche de Monaco, témoins d'irrégularités, ont alerté leur hiérarchie. Quelques mois plus tard, en novembre 2013, ils ont été licenciés. Dans l'après-midi du 17 mars 2015, alors que Michel Lucas, Président du groupe CM-CIC, traite ces lanceurs d'alerte de racketteurs en direct sur Radio Classique ; le matin même, ces trois salariés reçoivent une demande de rendez-vous de la part des avocats de la banque Pasche pour un arrangement.
Cette succursale de la banque Pasche à Monaco a été cédée en novembre 2013 à la Banque Havilland, avant celle du Liechtenstein (septembre 2014), des Bahamas (novembre 2014), puis l'ensemble de la banque Pasche en septembre 2015.

### Environnement
Dans un rapport publié en novembre 2018 consacré aux investissements des grandes banques françaises dans l'énergie fossile, l'ONG Oxfam constate que « le Crédit Mutuel-CIC accorde ainsi près de 800 millions d’euros de financements aux énergies renouvelables, contre près de deux fois moins pour les énergies fossiles ». Toutefois, le rapport constate également que sur le plan financier la tendance est tout autre puisque la banque investit 460 millions d'euros dans l'énergie fossile contre 43 millions dans le renouvelable.
Toujours en novembre 2018, Nicolas Théry, Président du groupe Crédit Mutuel et de Crédit Mutuel Alliance Fédérale, est, dans une interview accordée au Monde, revenu sur les engagements du groupe en matière de développement durable. Estimant que la « lutte contre le réchauffement climatique est absolument déterminante », il a rappelé que le groupe ne finance plus le charbon depuis 2016. Il a par ailleurs présenté le plan stratégique 2019-2023 du groupe, selon lequel l'objectif affiché est d'augmenter de 30 % les financements à fort impact climatique et de réduire de 30% l'empreinte carbone.
Dans un autre rapport publié en juin 2019 et consacré aux engagements environnementaux des grandes banques françaises, l'ONG Oxfam attribue la note de 1,9/10 au Crédit mutuel. L'ONG souligne notamment que « La banque a annoncé la fin de ses financements de projets aux mines et centrales à charbon, mais n’a restreint qu’une partie de ses soutiens aux entreprises opérant dans ce secteur ».